# 5·6广州火车站暴力袭击事件
5·6广州火车站暴力袭击事件是2014年5月6日11时30分左右在中国广东省广州市广州火车站出站口接人处发生的一宗持刀砍杀平民的恐怖袭击事件。2014年5月6日广州火车站发生暴力袭击事件。昆明至广州的K366次列车恰好到站。旅客出站时，一名身着白衣、白裤、白帽的年轻男子开始砍人，警方在警告无效后，开枪击中并制服持刀男性嫌疑人。事件造成6名旅客受伤。

## 事件详情
2014年5月6日上午11时许，当时昆明至广州的K366次列车恰好到站。旅客正在出站时，有手持长约半米砍刀，身着白衣、白裤、白帽的年轻男子忽然开始砍人，数名旅客受伤。广场巡逻民警迅速到场开展应急处置。目击者称：赶到现场的警察朝天上开了一枪后，大喊“放下刀”，歹徒非但不放还向警察砍来，警察向歹徒连续打了两枪，先后击中歹徒的左腿和胸部右侧，一名拉货男子紧跟着从背后上前把歹徒绊倒在地，随后警民联手将凶徒制服。

## 事件现场处理
民警经口头警告无效后果断开枪，击中一名持刀的男性嫌疑人并将其制服。车站方面听到了警方的枪声，马上启动了应急预案，将出口处封闭，并且把应急的地铁C出口打开，让乘客下火车之后直接进入地铁C出口，乘地铁离开火车站，这样就不用经过站前广场从地面出站。

## 嫌犯人数
有目击者称，在广州火车站广场持刀砍人者不止2人，而是4个头戴小白帽的年轻人。据广州公安消息，此前在大北立交被抓的人与火车站砍人案无关，5月6日13时28分，广州越秀警方通过视频巡查，发现环市中路大北立交二层处有2名男子在打斗。警方迅速派出警力前往处置。民警到场发现打斗双方已离开，现场留下1件有血迹上衣。经初步调查，打斗事件与火车站广场突发事件无关。广州公安官方2014年5月6日18时21分发布消息，称经警方初步调查，6日中午广州火车站广场发生的突发事件中，行凶嫌疑人仅为1人。目前，嫌疑人因被民警开枪击伤，正在医院接受手术救治。

## 伤者情况
广州火车站被砍伤的6名群众，有4名被送往广州军区总医院，其中3人分别被砍伤颈部、手部，均已完成手术，没有生命危险。一人是在逃离过程中摔伤骨折，无生命危险。广州市公安局新闻办公室7日晚向媒体通报称，5月6日中午广州警方快速有效处置一宗发生在广州火场站广场的突发事件后，进一步强化了全市社会面治安巡逻防控力度，目前全市治安大局稳定。

## 犯罪嫌疑人
犯罪嫌疑人图尔迪买买提‧吾加阿卜杜拉，新疆和田人，19岁。案发前20多天由乌鲁木齐抵达广州，一直在车站伺机犯案。